# Sydalen
Sydalen est une localité du comté de Nordland, en Norvège.

## Géographie
Administrativement, Sydalen fait partie de la kommune de Vågan.